# Stenotarsus circumdatus
Stenotarsus circumdatus är en skalbaggsart som beskrevs av Gerstaecker 1858. Stenotarsus circumdatus ingår i släktet Stenotarsus och familjen svampbaggar. Inga underarter finns listade i Catalogue of Life.